# بخش جکسون (شهرستان شامپاین، اوهایو)
بخش جکسون (به انگلیسی: Jackson Township) یک منطقهٔ مسکونی در ایالات متحده آمریکا است که در شهرستان شمپین، اوهایو واقع شده‌است.
 بخش جکسون ۹۶٫۸ کیلومتر مربع مساحت و ۲٬۶۴۴ نفر جمعیت دارد و ۳۶۳ متر بالاتر از سطح دریا واقع شده‌است.